# ENTP

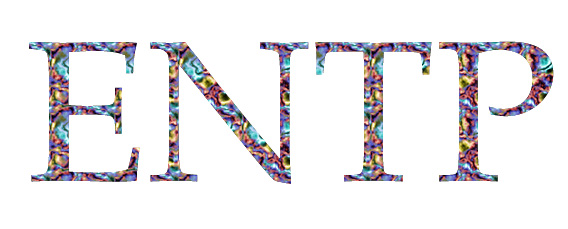
Logotyp ENTP

ENTP (ang. Extraverted iNtuitive Thinking Perceiving – Ekstrawertyk Intuicyjny Myśliciel Obserwator) – jeden z 16 typów osobowości według wskaźnika MBTI oraz innych jungowskich testów osobowości. David Keirsey określił osoby ENTP jako Wynalazców – jeden z czterech typów należących do temperamentu określanego przez niego jako Racjonaliści. Ok. 2–5% populacji USA należy do ENTP.
- E – ekstrawersja przeważa nad introwersją – osoby ENTP czerpią energię z interakcji z ludźmi lub obiektami w otoczeniu. Mają tendencje do otaczania się szerokim gronem znajomych[3].
- N – intuicja przeważa nad percepcją – są to osoby raczej rozumujące abstrakcyjnie niż obiektowo. Skupiają uwagę raczej na całokształcie niż na detalach i bardziej na potencjalnych możliwościach niż na doraźnych skutkach[4].
- T – myślenie jest uprzywilejowane nad uczuciami. Cenią obiektywne wartości ponad osobistymi preferencjami. W procesie podejmowania decyzji kładą nacisk na logikę postępowania niż na względy towarzyskie[5].
- P – percepcja preferowana nad osądzaniem – osoby takie mają tendencje do wstrzymywania się z osądami i opóźniania istotnych decyzji, preferując „pozostawienie sobie furtki” na wypadek zmiany okoliczności[6].